# L'estiu de la seva vida
L'estiu de la seva vida (originalment en anglès, The Magic of Belle Isle) és una pel·lícula dramàtica de 2012 dirigida per Rob Reiner i escrita per Guy Thomas. La pel·lícula és protagonitzada per Morgan Freeman, Virginia Madsen, Emma Fuhrmann, Madeline Carroll, Kenan Thompson, Nicolette Pierini, Kevin Pollak i Fred Willard. La pel·lícula es va estrenar el 6 de juliol de 2012 per Magnolia Pictures. La versió doblada al català es va estrenar el 6 d'agost de 2017 a TV3.

## Sinopsi
Monte Wildhorn (Freeman) és un famós novel·lista occidental. La seva lluita per fer front a la mort de la seva dona sis anys abans ha minvat la seva passió per l'escriptura i ha fet que comenci a beure molt. Lloga una cabana al costat del llac per a l'estiu a la pintoresca illa Belle i es fa amic de la família del costat, una atractiva mare soltera (Madsen) i les seves filles petites, que l'ajuden a trobar inspiració de nou.

## Repartiment
- Morgan Freeman com a Monte Wildhorn
- Virginia Madsen com a Charlotte O'Neil
- Emma Fuhrmann com a Finnegan "Finn" O'Neil
- Madeline Carroll com a Willow O'Neil
- Nicolette Pierini com a Flora "Flor" O'Neil
- Kenan Thompson com a Henry
- Kevin Pollak com a Joe Viola
- Fred Willard com a Al Kaiser
- Ash Christian com a Carl Loop
- Jessica Hecht com a Karen Loop
- Boyd Holbrook com a Luke Ford

## Producció
L'estiu de la seva vida es va rodar al poble de Greenwood Lake (Nova York) el juliol de 2011.